# Manhunt (série télévisée, 2019)
Pour les articles homonymes, voir Manhunt.
Manhunt est une série dramatique télévisée britannique basée sur des enquêtes concernant des meurtres qui ont réellement eu lieu.
La première saison portait sur l'histoire vraie concernant la mort de l'étudiante française Amélie Delagrange. La chasse à l'homme qui a suivi a finalement conduit à l'arrestation de Levi Bellfield pour le meurtre de cette étudiante et pour plusieurs autres affaires très médiatisées, mais non résolues auparavant,,.
Le 6 mars 2019, un accord a été donné pour une deuxième saison qui a été créée le 20 septembre 2021.

## Intrigue

### Saison 1
Dans la soirée du 19 août 2004, une jeune femme est agressée à Twickenham Green, dans le sud-ouest du Grand Londres. La victime, identifiée comme Amélie Delagrange, est une étudiante française de 22 ans en visite au Royaume-Uni. Elle meurt à l'hôpital des suites de graves blessures à la tête.
La police métropolitaine désigne l'inspecteur-détective en chef Colin Sutton pour diriger un grand groupe de travail en tant qu'enquêteur principal. Aucune preuve médico-légale ne peut être obtenue de la scène, et il n'y a aucun lien dans le passé d'Amélie Delagrange qui pourrait indiquer un motif. Il y a eu plusieurs attaques et meurtres de jeunes femmes dans la région, et dans les 24 heures, l'enquête établit qu'elle pourrait avoir été tuée par la même personne qui a tué Marsha McDonnell le 3 février 2003.
En dépit de diverses pressions (de son supérieur, de ses collègues, de sa femme), Sutton s'appuyant sur de maigres indices insiste pour faire draguer la Tamise, pour qu'une partie importante de son équipe examine les images de vidéosurveillance, et essaye de trouver un fourgon blanc parmi 25 000 véhicules similaires au Royaume-Uni.
Lorsque Sutton donne la priorité à l'affaire sur sa vie personnelle, manquant les vacances et les anniversaires, lui et sa femme Louise se disputent sur les liens possibles avec une affaire similaire.
Un rapport de témoin, dont il n'avait d'abord pas été tenu compte conduit à un suspect potentiel, Levi Bellfield, connu pour être violent et très agressif envers les femmes et possédant plusieurs véhicules, dont une camionnette blanche.
Sutton laisse tomber la recherche nationale de la camionnette et monte à la place une opération de surveillance complète sur Bellfield. Il devient vite clair qu'il approche activement les filles et les jeunes femmes, leur faisant peur.
Une vaste opération est mise sur pied pour faciliter l'arrestation de Bellfield et, en même temps, pour frapper aux adresses des associés connus afin d'éviter la perte d'éventuelles preuves médico-légales.
Mais une fuite dans la presse alerte le News of the World, un grand tabloïd sensationnaliste du Royaume-Uni, qui prévoit de publier un article sur l'opération imminente bien avant que Sutton et son équipe ne soient prêts. Un accord est cependant convenu avec le journal pour éviter que la publication n'ait lieu trop tôt.
Lors de l'opération il semble d'abord que Bellfield leur ait échappé, mais sa partenaire actuelle Laura Marsh révèle rapidement qu'il se cache dans le grenier, et il est appréhendé en toute sécurité.
N'ayant pas suffisamment de preuves pour relier Bellfield aux véhicules utilisés, cela ne donne à Sutton et à son équipe que 72 heures avant qu'ils ne doivent l'inculper d'un crime ou le libérer...

### Saison 2
La deuxième saison se concentre sur la recherche du violeur en série Delroy Grant.

## Développement
La série a été écrite par le scénariste Ed Whitmore, basée sur les mémoires de l'ancien détective de la police du Met DCI Colin Sutton.
Le réalisateur a été Marc Evans.
La série a été diffusée pour la première fois au Royaume-Uni le 6 janvier 2019, et les deux soirs suivant. Les statistiques montrent une moyenne de 8,7 millions de téléspectateurs sur les trois épisodes, passant même à 9 millions de téléspectateurs en tenant compte du visionnage en ligne. La série a ainsi fait le meilleur score pour son lancement par ITV depuis la première série dramatique de Broadchurch en 2013.
La série a jusqu'à présent remporté deux prix BAFTA Cymru : 
- le prix du meilleur réalisateur, fiction pour Marc Evans ;
- le prix du meilleur acteur pour Celyn Jones[5].

Le 6 mars 2019, la série a été renouvelée pour une deuxième saison, initialement prévue pour 2020. Elle a finalement été confirmée par ITV en novembre 2020, avec une date de première diffusion le 20 septembre 2021.

## Distribution
- Martin Clunes : l'inspecteur-détective en chef Colin Sutton
- Claudie Blakley : Louise Sutton, l'épouse de Colin, analyste de la police de Surrey
- Stephen Wight : agent-détective Clive Grace

### Saison 1
- Katie Lyons : sergent-détective Jo Brunt
- Steffan Rhodri : DC Neil Jones
- Celyn Jones : Levi Bellfield
- Kiera Bell : Amélie Delagrange
- Hannah Banks : Marsha McDonnell
- Cara Theobold : Laura Marsh
- Christopher Fulford : DCI Marjolaine

### Saison 2
- Bally Gill : DC Jim Corgan
- Matthew Gravelle : DI Nathan Eason
- Sule Rimi : DS Neville Hylton
- Ian Conningham : Richard Moore
- Diveen Henry : DC Patricia Henry
- David Witts : DC Adam Spier
- Matt Bardock : surintendant-détective Simon Morgan
- Jude Akuwudike : Delroy Grant

## Épisodes

### Saison 1 (2019)
| no | titre           | titre anglais | date sur ITV   | date sur FR3    |
| -- | --------------- | ------------- | -------------- | --------------- |
| 1  | Le premier jour | The First Day | 6 janvier 2019 | 12 février 2023 |
| 2  | Le fourgon      | The Van       | 7 janvier 2019 | 12 février 2023 |
| 3  | Le suspect      | The Suspect   | 8 janvier 2019 | 12 février 2023 |

### Saison 2 - Le traqueur de la nuit (2021)
| no | titre | titre anglais | date sur ITV      | date sur FR3 |
| -- | ----- | ------------- | ----------------- | ------------ |
| 1  |       | Épisode 1     | 20 septembre 2021 |              |
| 2  |       | Épisode 2     | 21 septembre 2021 |              |
| 3  |       | Épisode 3     | 22 septembre 2021 |              |
| 4  |       | Épisode 4     | 23 septembre 2021 |              |

## Accueil
Les journaux britanniques ont publié des critiques après le premier épisode. The Guardian a fait l'éloge du scénario et de la performance de Clunes. Le Sunday Times a déclaré que "l'art de raconter des histoires vraies sans recourir à la sensation ou au cliché a été habilement présenté par Manhunt".
Les médias américains ont revu la saison dans son intégralité un mois plus tard. Selon Le Hollywood Reporter "dans Manhunt, il y a quelque chose de précis dans l'accent de la vieille école sur la quantité de paperasserie ennuyeuse, les efforts de l'ensemble du personnel et la chance qui entrent dans l'assemblage d'un cas complexe", et le considère comme "vivement britannique". Le New York Times l'a appelé "Le hit de l'année en Grande-Bretagne".
La série a remporté deux prix BAFTA Cymru : meilleur réalisateur, fiction pour Marc Evans et meilleur acteur pour Celyn Jones, et a également été finaliste aux C21 International Drama Awards pour la meilleure mini-série. Le scénariste Ed Whitmore a été nommé pour le Mystery Writers of America 2020 Edgar Award du meilleur épisode télévisé.